# Checking Out (film 2005)
Checking Out è un film statunitense del 2005 diretto da Jeff Hare.
Il film è basato sull'opera teatrale omonima del 1976 scritta da Allen Swift.